# Christine Everhart
Christine Everhart es un personaje ficticio que aparece en los cómics estadounidenses publicados por Marvel Comics. El personaje ha aparecido en los cómics de Iron Man. Ella trabaja como reportera para el Daily Bugle y ha investigado a Tony Stark, también conocido como Iron Man.
Ella tiene un papel más importante en la serie de películas de Iron Man, en la primera película que escribe un informe sobre Tony Stark. En el Marvel Cinematic Universe, fue reportera de Vanity Fair. Fue interpretada por Leslie Bibb.

## Historia de publicación
El personaje, creado por John Jackson Miller y Jorge Lucas, apareció por primera vez en Iron Man vol. 3, # 75 (febrero de 2004).

## Biografía
Christine Everhart trabaja para el Daily Bugle como periodista de investigación. Como parte de su trabajo, ella le brinda a Bugle información sobre la aparición de Tony Stark ante el Senado.

## En otros medios
El personaje de Christine Everhart fue adaptado para la película de 2008, Iron Man, donde fue interpretada por la actriz Leslie Bibb. En la película, su empleador se cambió a la revista Vanity Fair ya que los derechos de Bugle estaban vinculados a las películas de Spider-Man. Bibb repitió el papel para Iron Man 2.
En Iron Man, aparece por primera vez entrevistando a Tony Stark (3 meses antes de convertirse en Iron Man) preguntándole por su complicidad en el hecho de que los productos de su compañía matan a innumerables civiles inocentes. Stark la corteja, pero cuando se despierta a la mañana siguiente, Stark se ha ido. Ella camina alrededor de la mansión en busca de él, pero Pepper Potts llega para darle su ropa, que ella ha limpiado en seco, y se presenta a ella. Ella también es la que informa a Stark que las armas de su compañía, incluido el Jericó, fueron entregadas recientemente a los Diez Anillos y que están siendo utilizadas para atacar a la aldea natal de Yinsen, Gulmira. Al final de la película, ella es una de las reporteras que le pregunta a Stark si él es Iron Man.
En Iron Man 2, ella está escribiendo una página para Justin Hammer.
A principios de julio de 2015, Marvel comenzó una campaña de marketing viral para la película Ant-Man con Leslie Bibb, repitiendo su papel como periodista Christine Everhart, informando sobre un programa de noticias falsas, WHIH Newsfront. En el programa, Everhart discute las consecuencias de los eventos de Avengers: Age of Ultron, el encarcelamiento de Lang, y los eventos que llevaron a Capitán América: Civil War.
Versiones alternativas de la línea de tiempo de Everhart hacen un cameo en la serie animada de Disney+ What If...?, con Bibb retomando el papel. En el episodio "¿Qué pasaría si... Doctor Strange perdiera su corazón en lugar de sus manos?", donde informa sobre la muerte de Christine Palmer en una de varias líneas de tiempo alteradas creadas por Stephen Strange. En el episodio "¿Qué pasaría si... Killmonger rescatara a Tony Stark?", participa en una conferencia de prensa donde Erik "Killmonger" Stevens expone el papel de Obadiah Stane en un ataque terrorista destinado a matar a Stark.